# چدگولو
چدگولو (به ایتالیایی: Cedegolo) یک کومونه در ایتالیا است که در استان برشا واقع شده‌است. چدگولو ۱۱ کیلومتر مربع مساحت و ۱٬۲۵۸ نفر جمعیت دارد.